# Zoophthorus punctiventris
Zoophthorus punctiventris là một loài tò vò trong họ Ichneumonidae.